# Roma quadrata
Roma Quadrata é o termo para uma área ou talvez uma estrutura dentro do pomério original da cidade de Roma. Parece até a data da formação da cidade. O significado original já havia se tornado obscuro para os historiadores latinos e gregos do período republicano.